# سبخة بن غياضة
سبخة بن غيّاضة هي سبخة تقع في ولاية المهدية من الوسط الشرقي التونسي.